# Céret (Cérou)
Der Céret ist ein Fluss in Frankreich, der im Département Tarn in der Region Okzitanien verläuft. Er entspringt im Gemeindegebiet von Montauriol, entwässert generell in westlicher Richtung und mündet nach rund 28 Kilometern an der Gemeindegrenze von Le Ségur und Monestiés als rechter Nebenfluss in den Cérou.

## Orte am Fluss
(Reihenfolge in Fließrichtung)
- Lamothe, Gemeinde Montauriol
- Tanus
- Graummont, Gemeinde Moularès
- Maymac, Gemeinde Pampelonne
- Sainte-Gemme
- La Baurelié, Gemeinde Almayrac
- Barthetellière, Gemeinde Monestiés